# Templul Xuankong

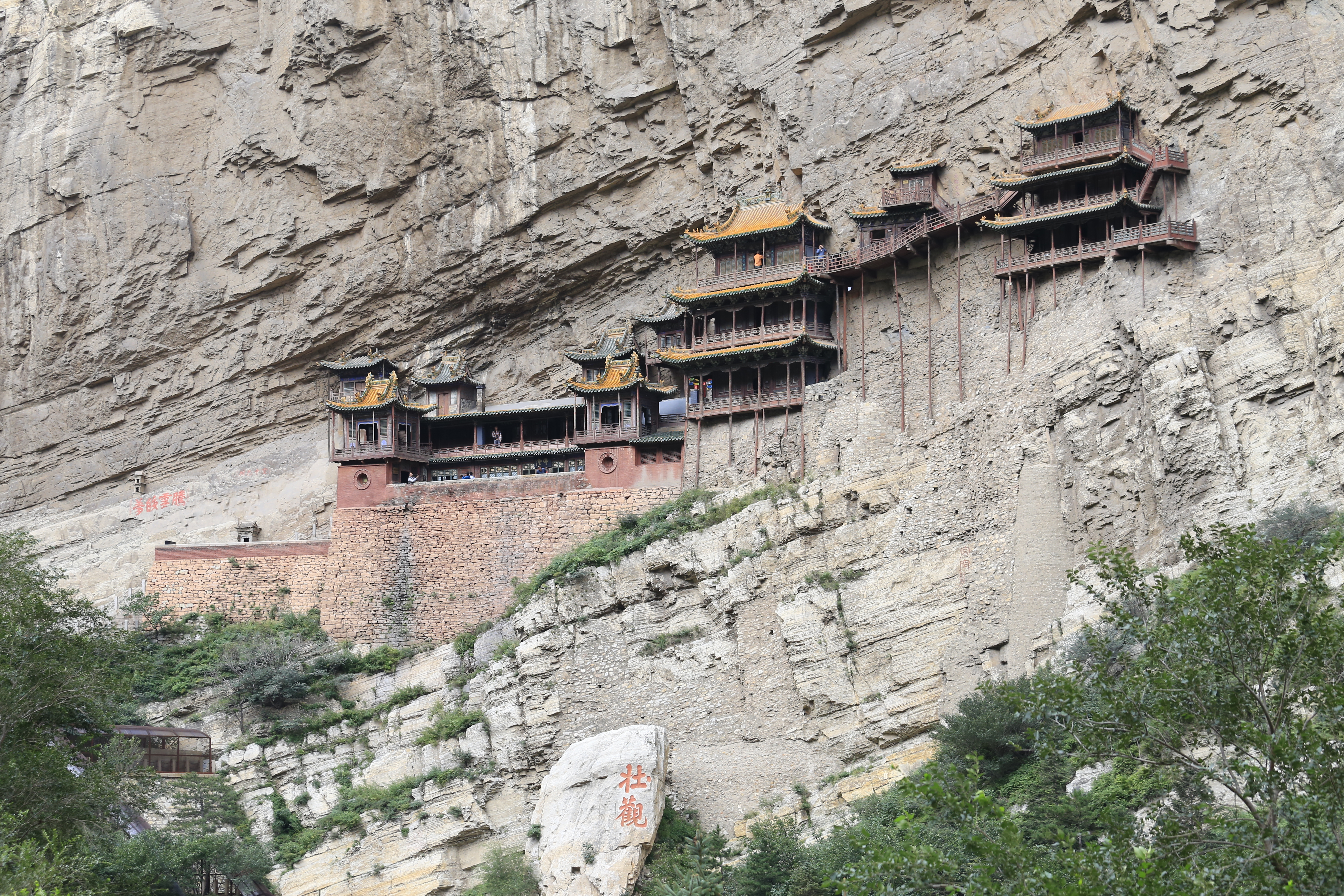
Templul suspendat

Templul Xuankong (chineză simplificată: 悬空寺; chineză tradițională: 懸空寺; pinyin: Xuánkōng Sì), cunoscut și ca Templul suspendat, este situat pe o stâncă la înălțimea de aproximativ 75 m în Munții Heng din provincia Shanxi, China. A fost construit în timpul dinastiei Wei de Nord (386-557), având o istorie de peste 1.500 de ani.